# Stavsnäs
Stavsnäs is een plaats in de gemeente Värmdö in het landschap Uppland en de provincie Stockholms län in Zweden. De plaats heeft 727 inwoners (2005) en een oppervlakte van 55 hectare.

## Verkeer en vervoer
Bij de plaats loopt de Länsväg 222.
De plaats heeft een kleine haven waaruit enkele veerboten vertrekken.